# Campeonato Europeo de Balonmano Femenino
El Campeonato Europeo de Balonmano Femenino es la máxima competición de balonmano entre selecciones nacionales femeninas de Europa. Es organizado desde 1994 por la Federación Europea de Balonmano (EHF). Se celebra cada año par, generalmente a finales de año.

## Ediciones
| Núm.  | Año  | Sede                                               | Oro        | Plata        | Bronce       |
| ----- | ---- | -------------------------------------------------- | ---------- | ------------ | ------------ |
| I     | 1994 | Alemania                                           | Dinamarca  | Alemania     | Noruega      |
| II    | 1996 | Dinamarca                                          | Dinamarca  | Noruega      | Austria      |
| III   | 1998 | Países Bajos                                       | Noruega    | Dinamarca    | Hungría      |
| IV    | 2000 | Rumanía                                            | Hungría    | Ucrania      | Rusia        |
| V     | 2002 | Dinamarca                                          | Dinamarca  | Noruega      | Francia      |
| VI    | 2004 | Hungría                                            | Noruega    | Dinamarca    | Hungría      |
| VII   | 2006 | Suecia                                             | Noruega    | Rusia        | Francia      |
| VIII  | 2008 | Macedonia                                          | Noruega    | España       | Rusia        |
| IX    | 2010 | Dinamarca/Noruega                                  | Noruega    | Suecia       | Rumania      |
| X     | 2012 | Serbia                                             | Montenegro | Noruega      | Hungría      |
| XI    | 2014 | Hungría/Croacia                                    | Noruega    | España       | Suecia       |
| XII   | 2016 | Suecia                                             | Noruega    | Países Bajos | Francia      |
| XIII  | 2018 | Francia                                            | Francia    | Rusia        | Países Bajos |
| XIV   | 2020 | Dinamarca                                          | Noruega    | Francia      | Croacia      |
| XV    | 2022 | Eslovenia/Montenegro Macedonia del Norte           | Noruega    | Dinamarca    | Montenegro   |
| XVI   | 2024 | Hungría/Suiza/Austria                              | Noruega    | Dinamarca    | Hungría      |
| XVII  | 2026 | Polonia/Rumanía/Eslovaquia República Checa/Turquía |            |              |              |
| XVIII | 2028 | Noruega/Dinamarca/Suecia                           |            |              |              |
| XIX   | 2030 | Por determinar                                     |            |              |              |
| XX    | 2032 | Alemania/Dinamarca/Polonia                         |            |              |              |

## Medallero histórico
- Actualizado a Hungría/Suiza/Austria 2024.

| Núm. | País         | Oro | Plata | Bronce | Total |
| ---- | ------------ | --- | ----- | ------ | ----- |
| 1    | Noruega      | 10  | 3     | 1      | 14    |
| 2    | Dinamarca    | 3   | 4     | 0      | 7     |
| 3    | Francia      | 1   | 1     | 3      | 5     |
| 4    | Hungría      | 1   | 0     | 4      | 5     |
| 5    | Montenegro   | 1   | 0     | 1      | 2     |
| 6    | Rusia        | 0   | 2     | 2      | 4     |
| 7    | España       | 0   | 2     | 0      | 2     |
| 8    | Países Bajos | 0   | 1     | 1      | 2     |
| 8    | Suecia       | 0   | 1     | 1      | 2     |
| 10   | Alemania     | 0   | 1     | 0      | 1     |
| 10   | Ucrania      | 0   | 1     | 0      | 1     |
| 12   | Austria      | 0   | 0     | 1      | 1     |
| 12   | Croacia      | 0   | 0     | 1      | 1     |
| 12   | Rumania      | 0   | 0     | 1      | 1     |
|      | TOTAL        | 16  | 16    | 16     | 48    |

## Clasificación histórica
| Pos. | Selección           | Part. | Puntos | PJ  | PG | PE | PP | %       | GF | GC |
| ---- | ------------------- | ----- | ------ | --- | -- | -- | -- | ------- | -- | -- |
| 1    | Noruega             | 15    | 195    | 114 | 94 | 7  | 13 | 82,46 % |    |    |
| 2    | Dinamarca           | 15    | 141    | 106 | 68 | 5  | 33 | 64,15 % |    |    |
| 3    | Rusia               | 14    | 109    | 94  | 49 | 11 | 34 | 52,13 % |    |    |
| 4    | Francia             | 12    | 108    | 83  | 52 | 4  | 27 | 62,65 % |    |    |
| 5    | Hungría             | 15    | 108    | 100 | 50 | 8  | 42 | 50 %    |    |    |
| 6    | Alemania            | 15    | 102    | 95  | 48 | 6  | 41 | 50,53 % |    |    |
| 7    | Rumania             | 14    | 95     | 93  | 45 | 5  | 43 | 48,39 % |    |    |
| 8    | Suecia              | 13    | 75     | 79  | 34 | 7  | 38 | 43,04 % |    |    |
| 9    | España              | 12    | 56     | 74  | 23 | 10 | 41 | 31,08 % |    |    |
| 10   | Croacia             | 12    | 54     | 60  | 26 | 2  | 32 | 43,33 % |    |    |
| 11   | Montenegro          | 7     | 53     | 46  | 25 | 3  | 18 | 54,35 % |    |    |
| 12   | Países Bajos        | 9     | 48     | 54  | 23 | 2  | 29 | 42,59 % |    |    |
| 13   | Ucrania             | 11    | 41     | 59  | 17 | 7  | 35 | 28,81 % |    |    |
| 14   | Serbia              | 12    | 37     | 57  | 16 | 5  | 36 | 28,07 % |    |    |
| 15   | Austria             | 8     | 36     | 47  | 18 | 0  | 29 | 38,30 % |    |    |
| 16   | Polonia             | 8     | 20     | 36  | 9  | 2  | 25 | 25 %    |    |    |
| 17   | Eslovenia           | 8     | 18     | 33  | 9  | 0  | 24 | 27,27 % |    |    |
| 18   | Macedonia del Norte | 6     | 17     | 30  | 7  | 3  | 20 | 23,33 % |    |    |
| 19   | República Checa     | 7     | 14     | 34  | 7  | 0  | 27 | 20,59 % |    |    |
| 20   | Bielorrusia         | 4     | 9      | 18  | 2  | 5  | 11 | 11,11 % |    |    |
| 21   | Eslovaquia          | 2     | 4      | 12  | 1  | 2  | 9  | 8,33 %  |    |    |
| 22   | Lituania            | 1     | 1      | 6   | 0  | 1  | 5  | 0 %     |    |    |
| 23   | Suiza               | 1     | 1      | 3   | 0  | 1  | 2  | 0 %     |    |    |
| 24   | Islandia            | 2     | 0      | 6   | 0  | 0  | 6  | 0 %     |    |    |
| 25   | Portugal            | 1     | 0      | 3   | 0  | 0  | 3  | 0 %     |    |    |

1. ↑  Incluye los partidos de la República Federal de Yugoslavia y de Serbia y Montenegro.